# Конрад I фон Рехберг
Конрад I фон Рехберг „Монакус“ (на немски: Konrad I (Conrad I „Monacus“) von Rechberg; † пр. 1293; fl 1235) от благородническия швабски род Рехберг, е господар на Хоенрехберг (при Швебиш Гмюнд) и Рехбергхаузен.

## Произход
Той е син на Хилдебранд фон Рехберг († сл. 1226), херцогски маршал на Херцогство Швабия, и съпругата му маршалка Анна фон Папенхайм († сл. 1237), вер. дъщеря на маршал Хайнрих фон Папенхайм и Анна фон Бибербах. Племенник е на Зигфрид III фон Рехберг, епископ на Аугсбург (1208 – 1227).
Замъкът Хоенрехберг е от 1179 до 1986 г. собственост на фамилията фон Рехберг.
Конрад I фон Рехберг умира пр. 1293, г. и е погребан в манастир Готесцел.

## Фамилия
Конрад I фон Рехберг се жени за Йохана фон Лихтенберг (погребана в манастир Готесцел). Те имат четирима сина:
- Конрад фон Рехберг († 24 август 1306/1307), домхер ок. 1288, домпропст на Аугсбург 1306, вицедом в Щраубинг
- Конрад II фон Рехберг († 1307), fl 1259, господар на Хоенрехберг, фогт на Рехберг, женен за Лютгард фон Кирхберг († сл. 1293), дъщеря на граф Еберхард III фон Кирхберг († пр. 1283) и Ута фон Нойфен-Нойберг
- Хилдебранд фон Рехберг († 28 април 1279)
- Улрих фон Рехберг-Бетринген († пр. 1274), господар на Бетринген, женен за Аделхайд